# Brachyplatystoma juruense
Brachyplatystoma juruense är en fiskart som först beskrevs av Boulenger, 1898.  Brachyplatystoma juruense ingår i släktet Brachyplatystoma och familjen Pimelodidae. Inga underarter finns listade.